# G&B beads
Společnost G&B beads s.r.o. je český výrobce originálních českých skleněných perlí sídlící v Jablonci nad Nisou. Pokračuje v tradici výroby skleněných bižuterních perlí a komponentů  v Jablonci nad Nisou. Hlavním sortimentem společnosti jsou skleněné bižuterní komponenty, ručně broušené perle, skleněná bižuterie.
G&B beads, s.r.o. je součástí skupiny G&B holding, a.s., který sdružuje firmy: G&B beads, s.r.o. a G&B bijoux, s.r.o..

## Historie výroby a společnosti
Počátek výroby skla v Čechách byl ve 14. stol. V Jizerských horách byla postavena první sklářská huť v roce 1548, v jabloneckém Mšeně. Na konci 17. století Antonínově vyrůstá tzv. Zenknerova huť, která je považována za nejpodstatnější sklárnu pro počátky rozvoje výroby skleněné bižuterie v Jizerských horách. Nejstarší obchodníci se sklem na Jablonecku jsou prokázáni ve druhé polovině 17. století, s bižuterií pak na počátku 18. století, kdy nastal rozmach bižuterie jako takové, jsou realizovány vývozy jablonecké bižuterie nejen v rámci Evropy, ale také do zámoří.
Během následujících necelých 150 let se výroba skla, skleněných komponentů, broušených kamenů a dutého skla stala nejvýznamnější komoditou, která jablonecký region proslavila po celém světě, přinesla lidem lepší životní podmínky a měla za následek rychlý růst počtu obyvatel.
Většině sklářských a bižuterních oborů se velmi dařilo přes některé výkyvy až do první světové války. V meziválečném období se bižuterní průmysl dále rozvíjel a rostl. Ve třicátých letech 20. století  Riedlovy hutě ročně produkují na 15 milionů kg skla a exportní domy vyvezly za posledních 10 let 1,5 miliónu tun bižuterie, přichází však ekonomická krize a celkový objem vývozu  zásadně poklesl a na rozdíl od některých jiných odvětví v tehdejším Československu se do konce třicátých let nevzpamatoval.   
Rozvrat pokračoval v průběhu druhé světové války. V roce 1945 – 1946 došlo k vysídlení německého obyvatelstva, což znamenalo odchod mnoha výrobců a exportérů německého původu, v roce 1948 byl veškerý majetek znárodněn, vznikly tzv. národní podniky.
Po listopadových událostech v roce 1989 zakladatelé G&B beads, s.r.o. zakládají soukromé společnosti zavazující na bižuterní a  rodinnou tradici a v roce 1995 zakládají společnou firmu a v roce 2000 dochází ke spojení všech společností pod jednu hlavičku G&B bijoux, s.r.o. Společnost výrobně expanduje, rozšiřuje svoji působnost na dalších světových trzích, v roce 2006 dochází k transformaci společnosti a vznik G&B holding, a.s.

## Produkty
Společnost G&B beads, s.r.o. vyrábí skleněné bižuterní komponenty, dominantním artiklem jsou skleněné broušené perle leštěné ohněm,  v tomto artiklu je největším výrobcem tvarů, velikostí a barev v České republice. Vyrábí a exportuje také skleněné mačkané perle, vinuté perle a skleněnou bižuterii.